# Anfusi
Anfusi är en köping i Kina. Den ligger i provinsen Hubei, i den centrala delen av landet, omkring 260 kilometer väster om provinshuvudstaden Wuhan. Antalet invånare är 52 784. Befolkningen består av 25 956 kvinnor och 26 828 män. Barn under 15 år utgör 9,0 %, vuxna 15-64 år 77 %, och äldre över 65 år 13,0 %.
Runt Anfusi är det tätbefolkat, med 383 invånare per kvadratkilometer. Närmaste större samhälle är Zhijiang, 19,7 km sydost om Anfusi. Trakten runt Anfusi består till största delen av jordbruksmark.
Genomsnittlig årsnederbörd är 1 313 millimeter. Den regnigaste månaden är maj, med i genomsnitt 197 mm nederbörd, och den torraste är december, med 17 mm nederbörd.